# Раде Којадиновић
Радивоје Раде Којадиновић (Заовине, 26. март 1928 — Нови Сад, 25. октобар 2016) био је српски глумац.

## Биографија
Рођен је 26. марта 1928. у селу Заовине, у Србији. Завршио је Државну позоришну школу у Новом Саду, 1954. године.
Глумио је у многобројним позоришним представама, у филмовимa, и на телевизији.
Био је члан ансамбла у Народном позоришту „Тоша Јовановић“, Зрењанин (1954-1955), затим прелази у Српско народно позориште у Новом Саду, где остаје до пензионисања 1994. године. Игра и после пензионисања.
Преминуо је 25. октобра у Новом Саду.

## Неке улоге у позоришту
- Музелман, Ђорђе Лебовић, „Небески одред“;
- Швејк, Јожеф Хашек-Станислав Винавер, „Добри војник Швејк“;
- Тома Милентијевић, Бранислав Нушић, „Свет“;
- поп Ћира, Стеван Сремац-Б. Чиплић, „Поп Ћира и поп Спира“;
- Мокинпот, Петер Вајс, „Патње господина Мокинпота“;
- Јечменица, Ј. Кесар, „Да ли је могуће, другови, да смо сви ми волови?“;
- Митар, Јован Стерија Поповић, „Покондирена тиква“;
- Душа, Милош Николић, „Светислав и Милева“, режија Воја Солдатовић;
- Титус Андроникус Фабрици Глембај, Мирослав Крлежа, „Господа Глембајеви“, режија Егон Савин;
- доктор Катић, Душан Ковачевић, „Сабирни центар“, режија Љубослав Мајера;
- Шеф, Александар Новаковић, „Зуби“, режија Предраг Штрбац;
- генерал Потемкин, Петар Грујичић, „Текелија“, режија Душан Петровић;
- Захарије, Иван Гончаров, „Тужна комедија“, режија Егон Савин;
- Дундо Мароје, Марин Држић, „Дундо Мароје“, режија Радослав Миленковић;
- Маркиз, Пјер Мариво, „Повратак Казанове“, режија Ана Томовић...

## Телевизија
- Фрак из Абације
- Филип на коњу - серија
- Било, па прошло - серија
- Светозар Марковић - серија
- Највише на свету целом - серија

## Филм
- 1970. — Лепа парада
- 1972. — Униформе
- 1971. — Доручак с ђаволом
- 1978. — Стићи пре свитања
- 2007. — Пешчаник
- 2012. — Кад сване дан

## Неке награде и признања
- више награда на Сусрету позоришта Војводине
- Октобарска награда Новог Сада, 1972. године
- Златна медаља „Јован Ђорђевић“, 1988.